# Hydrotriche
Hydrotriche é um género botânico pertencente à família Plantaginaceae. Tradicionalmente este gênero era classificado na família das Scrophulariaceae.

## Espécies
- Hydrotriche bryoides
- Hydrotriche galiifolia
- Hydrotriche hottoniaeflora
- Hydrotriche mayacoides